# 北极星序
北极星序（缩写为）是天文学中的第一个測光標準，是在美国天文学家爱德华·皮克林的提议下，20世纪20年代哈佛大学天文台用照相方法获得的。他们对北天极附近96颗恒星进行了测光，作为标准星，照相星等范围为2.55等-20.10等，仿视星等范围为2.08等-17.43等。北极星序的建立对天文学的发展起到了非常重要的作用，国际二色测光系统就是在此基础上建立的。但是由于北极星序是用北天极附近的恒星建立的，中低纬度的天文台受大气消光的影响太大，南半球则根本观测不到，并且照相方法的给出的星等精度不够高，目前这一测光标准已经很少使用。